# Massacre River
Der Massacre River ist ein Fluss an der Westküste von Dominica im Parish Saint Paul.

## Geographie
Der Massacre River entspringt an der westlichen Kante des zentralen Plateaus um Morne Trois Pitons (Sylvania Estate), aus demselben Grundwasserleiter wie Quellbäche von Belfast River und Check Hall River. Er verläuft recht stetig in einem tief eingeschnittenen Tal nach Westen und mündet  im Ortsgebiet von Massacre zusammen mit der südlich benachbarten Ravine Giraud in das Karibische Meer.
Nach Norden schließt sich das Einzugsgebiet des River les Pointes an.